# Brücke des Schicksals
Brücke des Schicksals ist ein deutsches Filmdrama aus dem Jahr 1960 von Michael Kehlmann mit Hannes Messemer in der Hauptrolle eines ebenso skrupellosen wie krankhaft ehrgeizigen Zeitungsjournalisten.

## Handlung
Klaus Urban ist der Prototyp eines überehrgeizigen Journalisten und Fotoreporters, der für „eine Story“ alles tun würde, notfalls auch Verbrechen begehen. Von seinen Kollegen ständig verspottet und der banalen Alltagsgeschichten und des journalistischen Durchschnitts-Kleinklein überdrüssig, ist er nicht länger bereit, auf den Scoop zu warten. Und so beginnt er, sich seine eigenen Geschichten zu schaffen. Urban, von extremer Geltungssucht getrieben, steckt erst einen Tanzsaal in Brand, bei dem ein Mann ums Leben kommt, und inszeniert anschließend durch Manipulation eines Fensters den tödlichen Sturz einer Fensterputzerin in die Tiefe, um seinen Auftraggebern sensationelle Bildreportagen vom Tatort liefern zu können. Seine Schlagzeilen, durchweg basierend auf durch eigene Hand begangenen Taten, machen Klaus Urban allmählich zu einem gefragten und bewunderten Sensationsreporter, aber auch zu einem pathologischen Fall. Sein Freund Frank Mossdorf, der auf der Karriereleiter an ihm vorbeigezogen ist, sieht Urbans Verhalten sehr kritisch und glaubt, dass er nur zufällig diese Sensationsgeschichten an Land gezogen hat.
Im Drang, von Mal zu Mal immer größere Bildsensationen produzieren zu müssen, kennt Urban bald keinerlei Skrupel mehr. Mossdorfs Geliebte Ingo, die als Mannequin Karriere machen möchte, trennt sich eines Tages von Frank, um nach Paris zu reisen. Urban erfährt davon und steigt zu ihr in den Zug. Mit der Behauptung, über sie eine hübsche Zeitungsreportage vom Karrieresprung eines deutschen Fotomodells in der Fremde anfertigen zu wollen, lockt er sie für einige Fotos zu einer Zugtür und stößt sie während der Fahrt aus dem Waggon. Ein Fahrgast sieht dies und betätigt die Notbremse. Zwar bekommt Urban seine Fotos, doch Ingo hat den Mordanschlag schwer verletzt überlebt. Ein Fahrgast erkennt ihn und spricht Urban an. Der rennt in Panik davon und erschlägt im weiterfahrenden Zug einen Zugbegleiter. Ingo, die im Krankenhaus liegt, erhält in der darauf folgenden Nacht Besuch von Urban, der das an das Bett gefesselte Mannequin zwar nicht tötet, ihr aber seine finale grausame Bluttat ankündigt: Er wolle an der Brücke von Langenau ein Unglück inszenieren, bei dem rund 500 Menschen ums Leben kommen sollen. Dies solle seine „Meisterwerk“ als Sensationsfotograf werden.
Durch ein Foto von eben dieser Brücke, das Mossdorf in Urbans Wohnung entdeckt, ahnt dieser, dass sein Kollege offensichtlich wahnsinnig geworden sein müsse und eine fürchterliche Katastrophe an der Brücke von Langenau zu inszenieren beabsichtige. Sofort eilt der leitende Redakteur dorthin. Derweil bearbeitet Klaus Urban mit einem schweren Hammer mitten in der Nacht die Gleise auf der Brücke, um den nächsten Zug entgleisen zu lassen. Mossdorf überrascht ihn dabei und versucht, Urban von seiner Wahnsinnstat abzubringen. Als dieser nicht hört, kommt es zum Zweikampf der beiden Männer. Dabei versucht Urban, seinen einstigen Freund zu erwürgen. In einem Akt von Notwehr erschießt Mossdorf Urban. In der Schlussszene wittert der Chefredakteur in dieser Geschichte für sein Blatt die Jahrhundertreportage, doch diesmal warnt der sonst bislang wenig skrupelbehaftete Mossdorf seinen Chef eindringlich vor dieser moralischen Schandtat.

## Produktionsnotizen
Brücke des Schicksals entstand im August und September 1960 in den Ateliers der Bavaria in München-Geiselgasteig. Die Uraufführung fand am 27. Oktober 1960 in Duisburgs Europa-Palast statt. Die Fernseherstausstrahlung erfolgte am 16. September 1967 in der ARD.
Heinz Angermeyer hatte die Herstellungsleitung. Franz Bi entwarf die Bauten, die Bruno Monden ausführte. Hildegard Bornkessel zeichnete für die Kostümentwürfe verantwortlich.
Sabina Sesselmanns Stimme ist im Film nicht zu hören. Sie wurde von Rosemarie Fendel synchronisiert.

## Kritiken
„Der Film wendet große, wenn auch vergebliche Mühe auf, die Pathologie des photographierenden Amokläufers zu erläutern. Einmal aus seinen Anlagen und Berufskomplexen. Zum anderen aus den völlig inadäquaten Forderungen, die man an ihn stellt. In diesem Punkt stimmt die Geschichte durchaus nicht. Man muß aber einräumen, daß sie – für deutsche Verhältnisse – faszinierend erzählt und ungewöhnlich gut dargestellt wird, so daß man streckenweise ein Meisterwerk vor Augen zu haben meint. Wie es scheint, hat der Regisseur Michael Kehlmann mit diesem Film seine Karte für eine Laufbahn abgegeben, geschmückt mit den glänzenden Autogrammen von Hannes Messemer, Elisabeth Flickenschildt, Günther Pfitzmann, Carl Lange und dem mehr als nur hübschen Schnörkel Sabina Sesselmanns.“

Im Lexikon des Internationalen Films heißt es: „Kritische Anmerkungen zum Thema Sensations- und Skandaljournalismus treten hinter den ausgezeichnet inszenierten Nervenkitzel zurück.“
„Das Kinodebüt des TV-erfahrenen Regisseurs Michael Kehlmann aus dem Jahre 1960 befasst sich nur ansatzweise mit Kritik am Skandaljournalismus, legt den Fokus vielmehr auf eine spannende Story im typischen Thriller-Stil. Kehlmann inszeniert temporeich und mit sicherer Hand, Hannes Messemer in der Hauptrolle stellt sowohl die Geltungssucht als auch die Zweifel seiner Figur überzeugend dar. Ein Film, der bestens unterhält, seine durchaus brisantes Thema aber unter den Oberflächenreizen einer Krimihandlung begräbt.“